# USS Ramage (DDG-61)

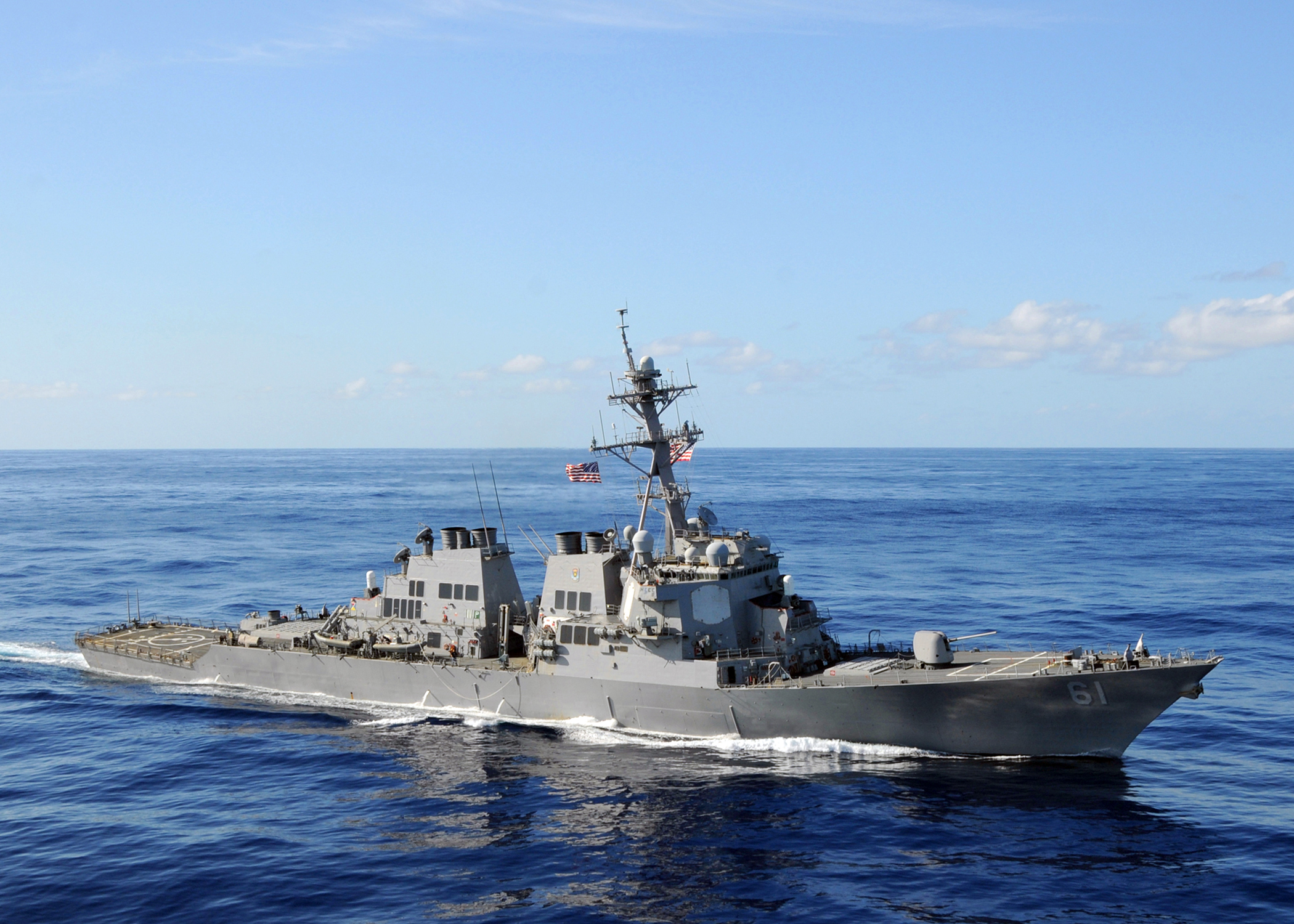
O Ramage navegando pelo Oceano Atlântico, 2008.

O USS Ramage é um destroyer da classe Arleigh Burke pertencente a Marinha de Guerra dos Estados Unidos.